# Halostachys
Halostachys es un género monotípico de plantas fanerógamas  pertenecientes a la familia Amaranthaceae. Su única especie: Halostachys belangeriana, es originaria de Asia.

## Descripción
Es un arbusto o árbol pequeño, que alcanza un tamaño de hasta 3,5 m de altura, muy ramificado, casi sin hojas, con brotes articulados, glaucos, suculentos, cilíndricos, glabros. Hojas discretas, muy cortas, triangular en el ápice, formando  una banda  alrededor del tallo. Las inflorescencias espiciformes, de 1,5-2,5 x 2-4 mm, con muchas flores, sobre todo opuestas, que nacen en pedúnculos articulados. Flores pequeñas,  sostenidas por brácteas cortas, de escamas o de hoja-como. Perianto unido,  3-lobulado sólo en el ápice, carnoso, inflado y  en ángulo en las frutas y persistente. 1 estambre, ovario globoso u ovoide; estigmas 2. Semilla pequeña, de 0,75 mm de largo, ovadas a oblongo-ovadas, ± curvo.

## Distribución y hábitat
Es una planta que se encuentra en las zonas pantanosas salobres del Sur & Centro de Asia: N. Irán, Turkestán, Armenia, Caucasia,  Pakistán y China (Sinkiang, Kansu)

## Taxonomía
Halostachys belangeriana fue descrita por (Moq.) Botsch. y publicado en Botanicheskie Materialy Gerbariia Botanicheskogo Instituta imeni V. L. Komarova Akademii Nauk SSSR 16: 84. 1954.
Sinonimia
- Arthrocnemum belangerianum Moq.
- Halocnemum caspicum M. Bieb.
- Halocnemum caspicum var. belangerianum (Moq.) Moq.
- Halostachys caspica C.A.Mey.
- Salicornia caspica Pall.[2]